# Jinder Mahal
Yuvraj Singh Dhesi (ur. 19 lipca 1986 w Calgary w Kanadzie) – indyjsko-kanadyjski profesjonalny wrestler. Najbardziej znany jest ze swoich występów w WWE, gdzie występował pod pseudonimem Jinder Mahal.
Podczas jego pierwszego pobytu w WWE, Mahal przez krótki czas współpracował z jego scenariuszowym szwagrem The Great Khalim. Od 2012 występował głównie w roli jobbera. Prócz tego był częścią ugrupowania 3MB (wraz z Heathem Slaterem i Drewem McIntyre’em), którzy również nie odnosili większych sukcesów w federacji. W 2014 opuścił WWE. Powrócił dwa lata później oraz został wypromowany przez federację. W maju 2017 podczas gali Backlash pokonał Randy’ego Ortona i zdobył WWE Championship, wskutek czego stał się 50. osobą posiadającą to mistrzostwo i pierwszym hindusem, który miał główny tytuł federacji.

## Kariera profesjonalnego wrestlera

### Wczesna kariera (2002–2010)
Dhesi rozpoczął karierę profesjonalnego wrestlera w Martial Arts Fitness Center w Calgary, gdzie trenował z Rickiem Bognarem. Zadebiutował w federacji Premier Martial Arts Wrestling (PMW) jako Raj Dhesi i w dalszych treningach pomagali mu Bad News Allen i Gerry Morrow. Występował również w nowo przywróconej federacji Stampede Wrestling z przyszłymi gwiazdami WWE, Natalyą Neidhart, Tysonem Kiddem i Viktorem. Po przemianowaniu pseudonimu ringowego na Tiger Raj Singh, Dhesi wraz z Gama Singh Jr. zdobyli mistrzostwa dywizji tag-team Stampede Wrestling oraz Prairie Wrestling Alliance (PWA). W 2008 zdobył PWA Heavyweight Championship i był w posiadaniu mistrzostwa do stycznia 2010.

### World Wrestling Entertainment/WWE

#### Florida Championship Wrestling (2010–2011)
W 2010 Dhesi udał się na nabory nowych potencjalnych wrestlerów federacji rozwojowej Florida Championship Wrestling (FCW). Wierzył, że odgrywanie postaci hindusa i dotychczasowe umiejętności przyniosą mu sukces. Ostatecznie WWE podpisało z nim kontrakt rozwojowy, dzięki czemu występował przez rok w rozwojówce FCW.

#### Pierwsze rywalizacje (2011–2012)

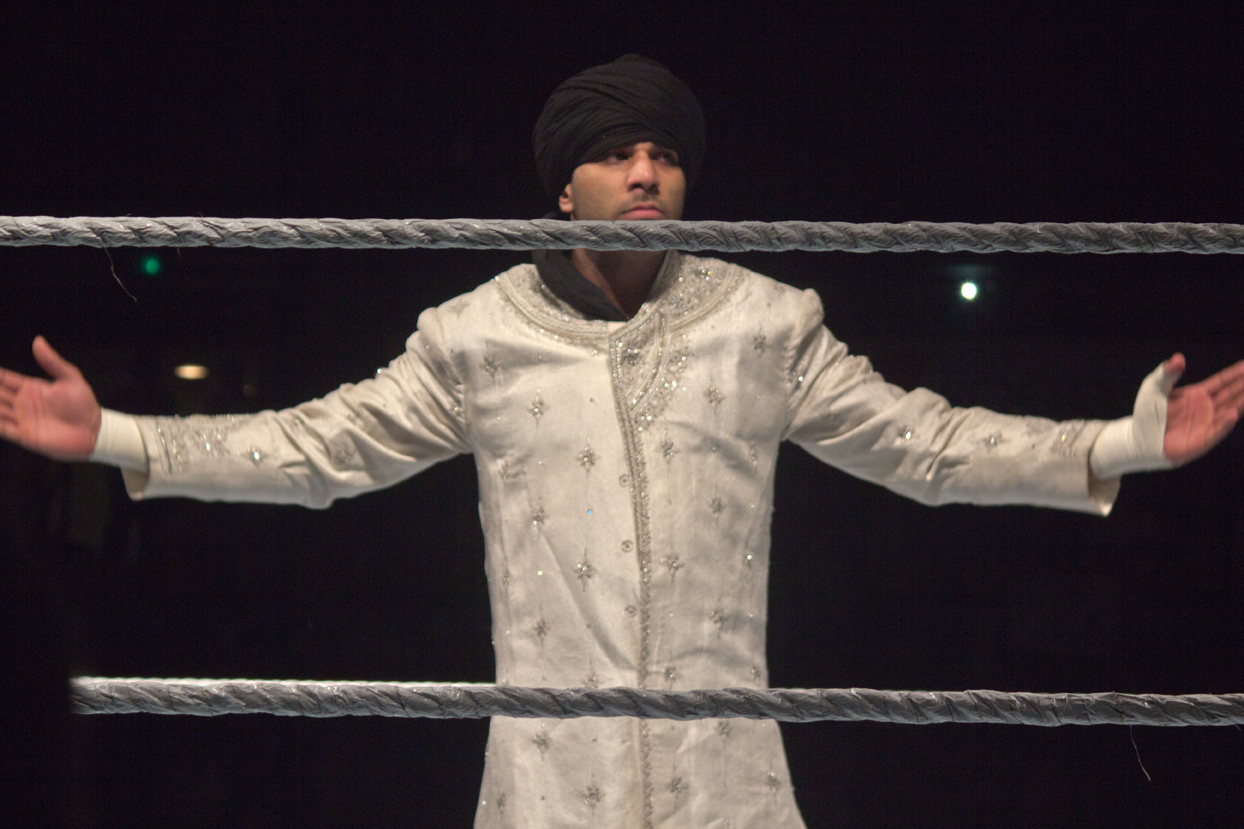
Mahal w 2011.

Dhesi zadebiutował w programach WWE 29 kwietnia 2011 podczas tygodniówki SmackDown, gdzie przybrał pseudonim Jinder Mahal i przywitał się z indyjskim wrestlerem The Great Khalim i jego menedżerem Ranjin Singhem w języku pendżabskim. W następnym tygodniu na SmackDown, Mahal ponownie skonfrontował się z tą dwójką i skrytykował ich za budowanie pozytywnego kontaktu z publiką, wskutek czego przedstawiono go jako heela. W kolejnym tygodniu zainterweniował w segmencie Khali Kiss Cam, gdzie dwukrotnie spoliczkował Khalego. 20 maja spowodował porażkę Khalego w walce z Jeyem Uso. W jego debiucie mającym miejsce 17 czerwca podczas SmackDown, Mahal pokonał Vladimira Kozlova, zaś dwa tygodnie później ujawniono, że Mahal jest w związku małżeńskim z siostrą Khalego. 5 września podczas odcinka tygodniówki Raw po raz pierwszy przegrał swój pojedynek, gdzie on i Khali ponieśli porażkę z posiadaczami WWE Tag Team Championship Evanem Bournem i Kofim Kingstonem. W rewanżu mającym miejsce trzy dni później ponownie przegrali z Bournem i Kingstonem, przez co Khali samotnie opuścił arenę i zakończył współpracę. 23 września na SmackDown przegrał z Khalim, co było jego pierwszą solową porażką w federacji. 14 października na SmackDown Mahal wziął udział w 41-osobowym Battle Royalu (największym w historii WWE), gdzie dotarł do ostatniej trójki, jednakże został wyeliminowany przez Randy’ego Ortona.

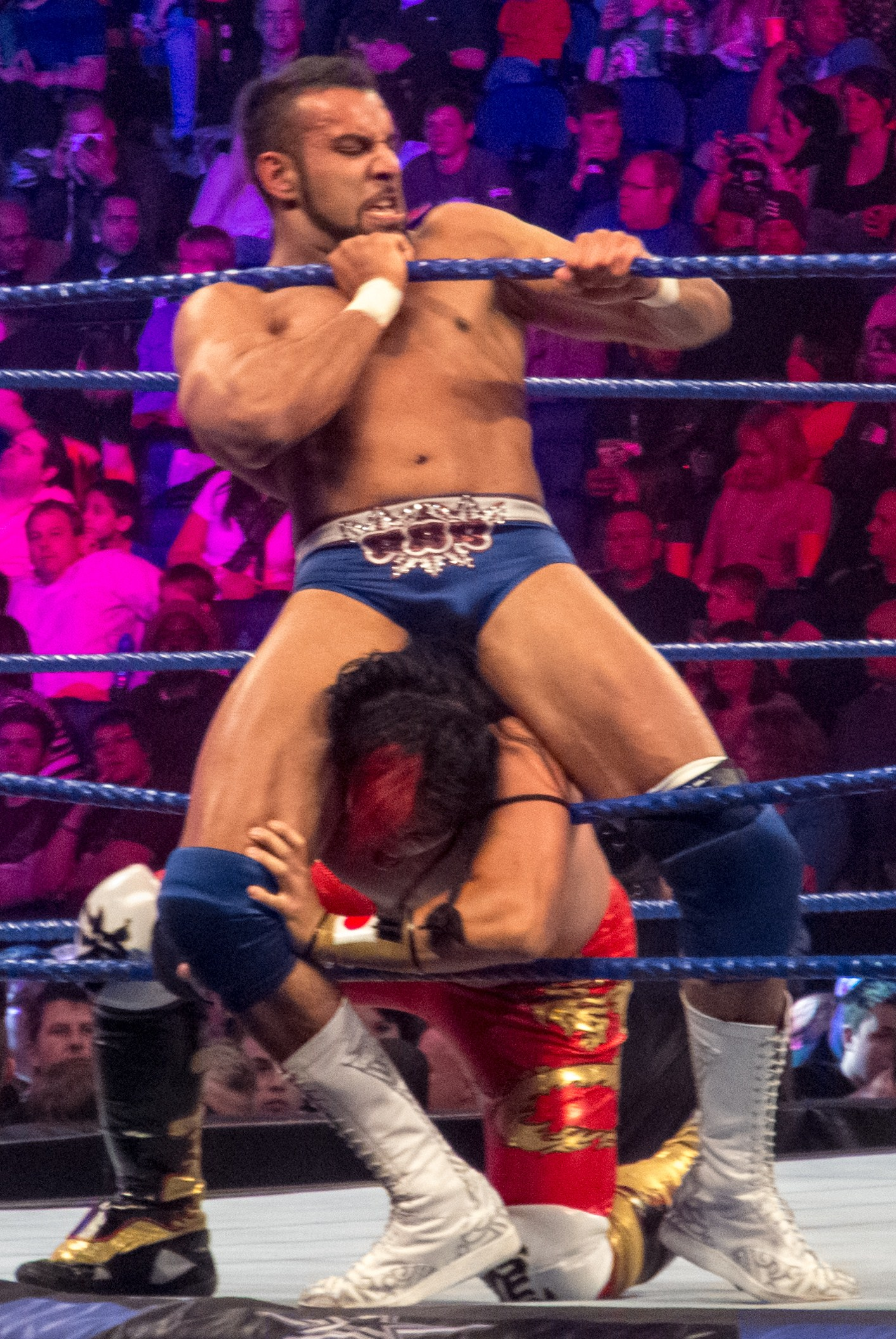
Mahal walczący w ringu z Yoshim Tatsu w kwietniu 2012.

Po zakończeniu scenariusza z Khalim, Mahal rozpoczął w listopadzie rywalizację z Tedem DiBiasem. 30 grudnia podczas SmackDown zdołał przerwać pasmo zwycięstw DiBiasego wygrywając z nim poprzez submission. Mahal wziął udział w 2012 Royal Rumble matchu, lecz został wyeliminowany przez Khalego; doprowadziło to do ich kolejnej walki z 3 lutego, którą Mahal przegrał. Podczas majowej gali Over the Limit Mahal wziął udział i przegrał w battle royalu o miano pretendenta do tytułu Intercontinental Championship lub United States Championship, gdzie ponownie został wyrzucony z ringu przez The Great Khalego.
Pod koniec kwietnia Mahal skonfrontował się i przerwał przemowę Randy’ego Ortona, lecz w zamian otrzymał od niego ruch RKO. 23 lipca podczas gali Raw 1000 Mahal, Camacho, Curt Hawkins, Drew McIntyre, Hunico i Tyler Reks obeszli w ringu Kane’a, któremu na pomoc przybył The Undertaker i wspólnie zaatakowali szóstkę wrestlerów. 27 lipca podczas tygodniówki SmackDown rozpoczął krótką rywalizację z Rybackiem, gdzie przegrał z nim poprzez wyliczenie pozaringowe, lecz udało mu się dwukrotnie wygrać przez wyliczenie oraz dyskwalifikację. Ostatecznie Ryback zakończył rywalizację wygraną z Mahalem podczas tygodniówki SmackDown z 24 sierpnia.
Kiedy WWE postanowiło przemianować federację rozwojową FCW w rozwojowy brand NXT, Mahal zaczął występować podczas tygodniówek NXT i odnosił nieprzerwanie zwycięstwa podczas pierwszych odcinków. 8 sierpnia podczas tygodniówki NXT został uczestnikiem turnieju Gold Rush Tournament, którego zwycięzca miał zostać pierwszym posiadaczem NXT Championship; w pierwszej rundzie pokonał Bo Dallasa, zaś tydzień później w półfinale pokonał Richiego Steamboata. 29 sierpnia na NXT został pokonany w finale przez Setha Rollinsa, co było również jego pierwszą porażką w tym brandzie. Podczas pre-show wrześniowej gali Night of Champions Mahal wziął udział w 16-osobowym battle royalu o miano pretendenta do United States Championship, lecz został wyeliminowany przez Brodusa Claya.

#### 3MB i zwolnienie (2012–2014)

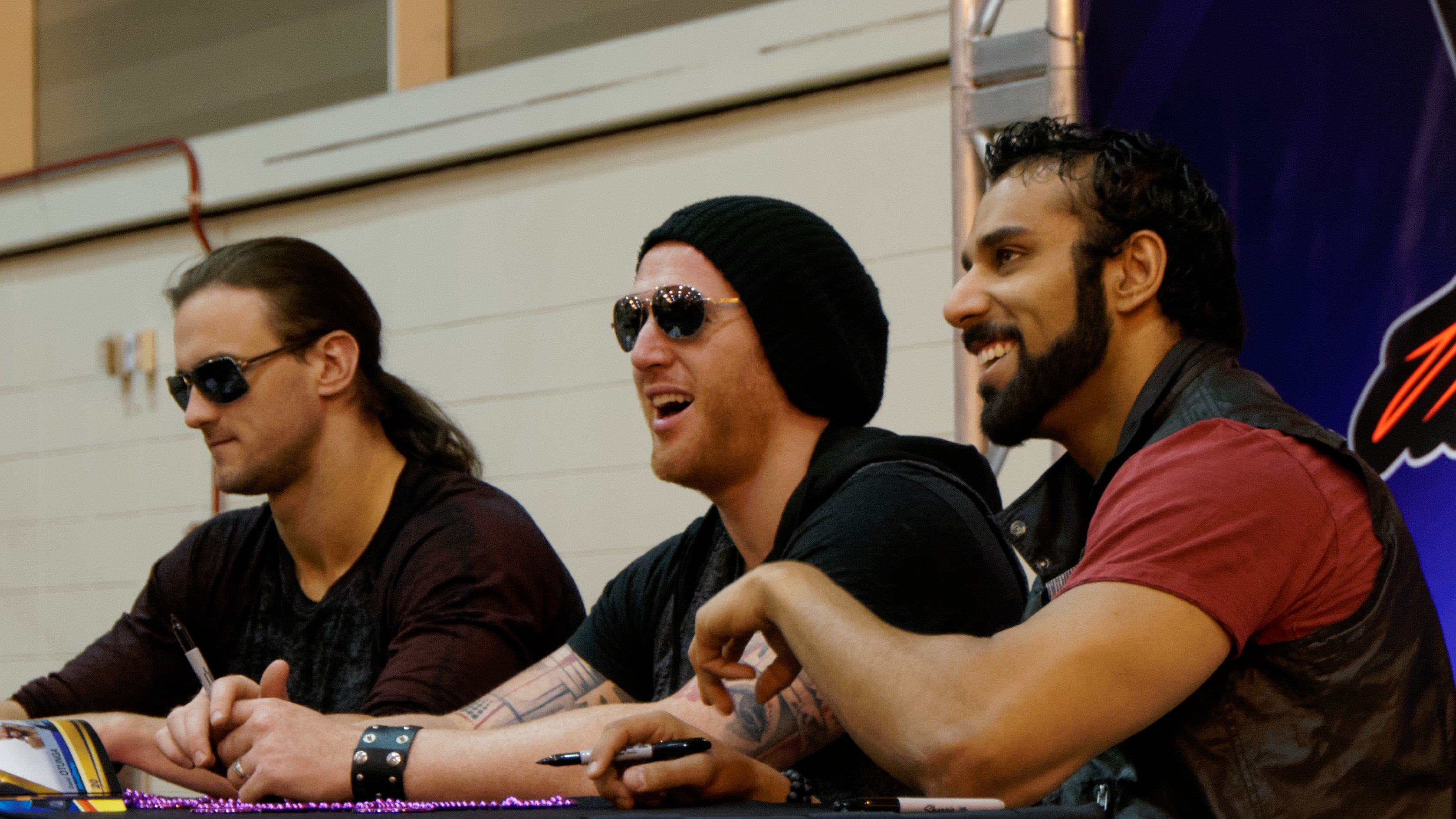
3MB w kwietniu 2014.

21 września podczas odcinka SmackDown, Mahal i Drew McIntyre zainterweniowali w pojedynku Heatha Slatera z Brodusem Clayem atakując tego drugiego. Zawarli sojusz i WWE wybrało im nazwę grupy „3MB” („Three Man Band”, pol. Trzyosobowy Zespół). W październiku 2012 odnosili nieczyste zwycięstwa nad Team Co-Bro (Santino Marellą i Zackiem Ryderem) oraz The Usos (Jeyem i Jimmym Uso). Podczas pre-show listopadowej gali Survivor Series, Mahal i Slater pokonali Marellę i Rydera w tag-team matchu. Miesiąc później podczas gali pay-per-view TLC: Tables, Ladders & Chairs, 3MB zostało pokonane przez Alberto Del Rio, The Brooklyn Brawlera i The Miza. Następnej nocy podczas tygodniówki Raw ponownie przegrali z Del Rio, Mizem i Tommym Dreamerem. Mahal wziął udział w 30-osobowym 2013 Royal Rumble matchu na tytułowej gali, lecz został wyeliminowany przez Sheamusa. 12 kwietnia podczas odcinka SmackDown grupa próbowała zaatakować Triple H, lecz w jego obronie stanęło The Shield (Dean Ambrose, Roman Reigns i Seth Rollins). Podczas najbliższej gali Raw próbowali przywołać The Shield, jednakże na ich wezwanie odpowiedział Brock Lesnar, który samotnie pobił trio zawodników. Podczas pre-show wrześniowej gali Night of Champions, McIntyre i Slater wzięli udział w tag-team turmoil matchu o miano pretendentów do WWE Tag Team Championship, lecz zostali wyeliminowani przez Tons of Funk (Brodusa Claya i Tensaia). Na WrestleManii XXX z 6 kwietnia 2014, Mahal wziął udział w pierwszym André the Giant Memorial battle royalu, lecz został wyeliminowany przez Marka Henry’ego. W kwietniu 3MB zawiązało sojusz z Hornswogglem by przeciwstawić się Los Matadores (Diego i Fernando) oraz El Torito. 12 czerwca WWE ogłosiło zwolnienie Mahala z federacji.

### Federacje niezależne (2014–2016)

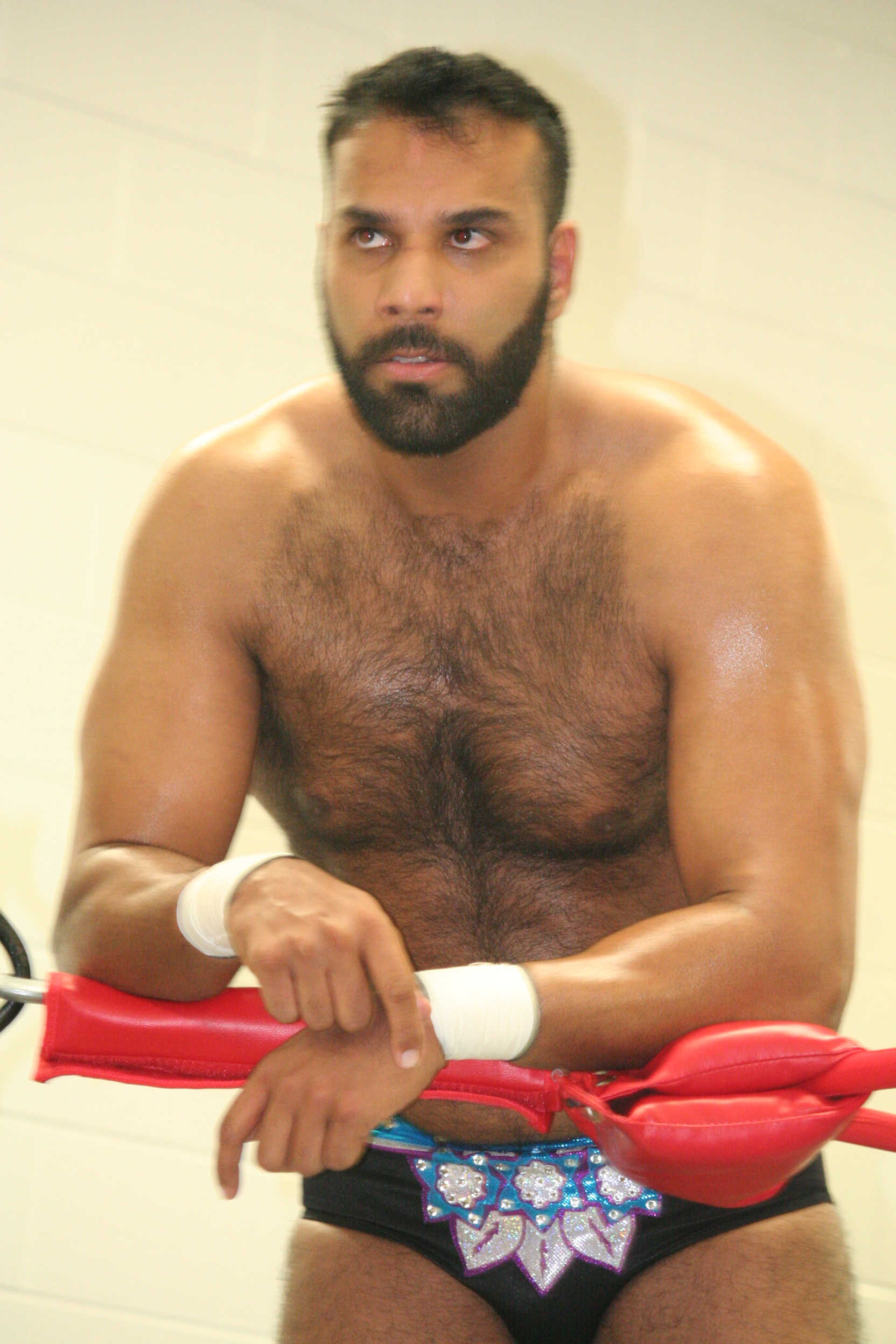
Mahal w listopadzie 2015.

Dhesi wystąpił na gali Summer of Champions 2014 federacji Reality of Wrestling (ROW) pod pseudonimem ringowym Raj Singh, gdzie pokonał Jaspera Davisa. 24 października na gali federacji All Star Wrestling (ASW) wraz z Gama Singh Jr. pokonał Kyle’a Sebastiana i Collina Cutlera, tym samym zdobywając ASW Tag Team Championship. W 2014 i 2015 występował w federacji World Wrestling Council (WWC). Był częścią turnieju o Souq Waqif Championship federacji Qatar Pro Wrestling (QPW), gdzie zajął drugie miejsce. 5 maja 2014 zadebiutował w japońskiej promocji Inoki Genome Federation (IGF) i przegrał z Wang Binem. W 2016 zawalczył w indyjskiej promocji The Great Khalego, Continental Wrestling Entertainment (CWE).

### Powrót do WWE

#### Współpraca z Rusevem (2016–2017)
27 lipca ogłoszono, że Dhesi ponownie podpisał kontrakt z WWE i powróci w charakterze Jindera Mahala. 1 sierpnia podczas tygodniówki Raw, Mahal powrócił do telewizji wraz z Heathem Slaterem i wspólnie żądali kontraktu z dowolnym brandem federacji. Ich przemowę przerwał generalny menedżer Raw Mick Foley, który poinformował ich o jednym wolnym miejscu w rosterze; zdobył je Mahal, który pokonał Slatera w singlowej walce. Przez resztę miesiąca występów na Raw, Mahal przegrywał z Neville’em, Samim Zaynem i Darrenem Youngiem. Jesienią 2016 zaadaptował postać „osoby, która przychodzi w pokoju”. 12 września podczas tygodniówki Raw stwierdził, że opuścił WWE, ponieważ „poczuł gniew i po powrocie został on zaspokojony”, po czym pokonał Jacka Swaggera. Mimo tego promocja jego postaci została ograniczona do występów na mniej ważnych tygodniówkach Main Event i Superstars.
19 grudnia podczas tygodniówki Raw, Mahal rozpoczął współpracę z Rusevem by wspólnie zmierzyć się z Enzo Amore i jego tag-team partnerem Big Cassem. 2 stycznia 2017 na Raw, Mahal i Rusev pokonali Cassa w 2-on-1 handicap matchu. W przyszłym tygodniu Mahal przegrał z Cassem, gdzie obok ringu Rusev otrzymał ruch Sweet Chin Music od Shawna Michaelsa. 27 lutego na Raw, Rusev przypadkowo odwrócił uwagę Mahala, przez co obaj przegrali z grupą The New Day (Big E, Kofim Kingstonem i Xavierem Woodsem). Współpraca Mahala z Rusevem została zakończona podczas marcowej gali Fastlane, kiedy to Mahal poinformował Micka Foleya o jego decyzji powrotu do singlowej kariery. Na gali przegrał Cesaro, zaś Rusev poniósł porażkę z Big Showem.

#### WWE Champion (2017)
Podczas pre-show WrestleManii 33 z 3 kwietnia, Mahal jako ostatni został wyrzucony z ringu podczas Andre the Giant Memorial Battle Royalu przez Mojo Rawleya po interwencji ze strony Roba Gronkowskiego. 11 kwietnia podczas odbywającego się draftu Superstar Shake-up, Mahal został przeniesiony do rosteru SmackDown. Tego samego dnia podczas tygodniówki SmackDown Live przegrał w singlowej walce z Rawleyem. Tydzień później wygrał six-pack challenge o miano pretendenta do WWE Championship, gdzie z pomocą The Singh Brothers pokonał Rawleya, Dolpha Zigglera, Ericka Rowana, Luke’a Harpera i Samiego Zayna. Podczas rywalizacji z WWE Championem Randym Ortonem, Mahal ukradł jego pas mistrzowski i spowodował jego porażkę z Brayem Wyattem podczas gali Payback z 30 kwietnia. Jako część promocji jego postaci, w kolejnych tygodniach Mahal pokonał Zayna, AJ Stylesa oraz przypiął Ortona w sześcioosobowym tag-team matchu. Podczas gali Backlash z 21 maja, Mahal pokonał Ortona w walce wieczoru i po raz pierwszy w karierze zdobył WWE Championship, stając się 50. osobą posiadającą owo mistrzostwo i pierwszą o indyjskim pochodzeniu. Dwie doby później podczas SmackDown Live odbyła się celebracja w stylu pendżabskim, lecz komisarz SmackDown Shane McMahon ogłosił rewanż mający miejsce w czerwcu na gali Money in the Bank. Z powodu odwrócenia uwagi Ortona przez Singh Brothers, Mahal ponownie pokonał byłego mistrza w swojej pierwszej obronie mistrzostwa. Doszło do ostatniego rewanżu podczas lipcowej gali Battleground, gdzie Mahal ponownie pokonał Ortona w Punjabi Prison matchu z pomocą Singh Brothers i powracającego The Great Khalego, którego Mahal zaczął określać „własnym bohaterem” i tym samym ignorując przeszłe rywalizacje.
15 sierpnia podczas tygodniówki SmackDown Live, Mahal przegrał z Johnem Ceną w non-title matchu przez dyskwalifikację, po czym posiadacz walizki Money in the Bank Baron Corbin wykorzystał kontrakt i zawalczył z Mahalem. Po rozpoczęciu pojedynku Cena odwrócił uwagę Corbina, a następnie Mahal szybko go przypiął i obronił mistrzostwo. 20 sierpnia podczas gali SummerSlam, Mahal po ponownej interwencji Singh Brothers pokonał Shinsuke Nakamurę, co stanowiło pierwszą porażkę Nakamury w głównym rosterze federacji. Rewanż pomiędzy nimi odbył się 8 października na Hell in a Cell, gdzie ponownie Mahal pokonał Nakamurę kontynuując panowanie. W październiku Mahal ogłosił, że zamierza zmierzyć się z mistrzem Universal Brock’iem Lesnar’em na Survivor Series. Jednak Mahal przegrał mistrzostwo na rzecz AJ Stylesa, kończąc jego panowanie na 170 dniach. Mahal otrzymał swój rewanż na Clash of Champions, lecz ponownie przegrał z AJ-em poprzez submission.

## Życie prywatne
Dhesi jest wyznawcą Sikhizmu i mówi w języku pendżabskim, hindi oraz angielskim. Jest również bratankiem wrestlera Gama Singha, który jest uznawany za legendę federacji Stampede Wrestling, a także występował dla World Wrestling Federation (obecnego WWE) w latach 80. Dhesi jest absolwentem Uniwersytetu Calgary.
W czerwcu 2025 wziął ślub z Priyą, swoją wieloletnią partnerką i autorką treści modowych.
Przyjaźni się z Arjanem Bhullarem, kanadyjskim zawodnikiem mieszanych sztuk walki. Utrzymuje również przyjacielskie relacje z wrestlerami: Heathem Millerem i Drew Galloway'em, z którymi tworzył grupę 3MB.
Podczas kampanii do wyborów parlamentarnych w Kanadzie w 2019 udzielił oficjalnego poparcia Jagmeetowi Singhowi, liderowi Nowej Partii Demokratycznej.

## Styl walki
- Finishery
  - Arm trap neckbreaker[97] – 2016–2017
  - Camel clutch[98][99] – 2011–2014
  - Khallas[2] (Cobra clutch slam) – od 2017
  - Sands of Time[100] (Fireman’s carry double knee gutbuster)[101] – 2010–2011[4]
- Inne ruchy
  - Cravate[102]
  - Double underhook suplex[98][103]
  - Superplex
  - Running leaping shoulder block
  - Hangman[104]
  - High knee[105][106]
  - Knee lift[103]
  - Wielokrotne knee dropy[105][106]
  - Neckbreaker[102]
  - Reverse STO[105]
- Menedżerowie
  - The Great Khali[12][107]
  - The Singh Brothers[77]
- Przydomki
  - „The Enlightened One”[66][67]
  - „Hardbody Mahal”[108][109]
  - „The Man of Peace”[68]
  - „The Man Who Comes in Peace”[110]** „The New American Dream”[111][112]
  - „The (Modern Day) Maharaja”[113][114]
- Motywy muzyczne
  - „Main Yash Hun” ~ Jim Johnston (WWE; 29 kwietnia 2011 – 19 października 2012)[115]
  - „One Man Band” ~ Jim Johnston (21 września 2012 – 19 października 2012; używany podczas członkostwa w grupie 3MB)[116]
  - „More Than One Man” ~ Jim Johnston i TB5 (25 października 2012 – 12 czerwca 2014; 1 sierpnia 2016; używany podczas członkostwa w grupie 3MB)[117]
  - „Panga Paijave” ~ Diljit Singh (IGF)[1]
  - „Sher (Lion)” ~ Jim Johnston (od 15 sierpnia 2016)[118]

## Mistrzostwa i osiągnięcia
- All-Star Wrestling
  - ASW Tag Team Championship (1 raz) – z Gama Singh Jr.[119]
- Prairie Wrestling Alliance
  - PWA Canadian Tag Team Championship (1 raz) – z Gama Singh Jr.[120]
  - PWA Heavyweight Championship (2 razy)[3][121]
- Pro Wrestling Illustrated
  - PWI umieściło go na 148. miejscu w top 500 wrestlerów rankingu PWI 500 w 2013[122]
- Stampede Wrestling
  - Stampede Wrestling International Tag Team Championship (2 razy) – z Gama Singh Jr.[3]
- WWE
  - WWE Championship (1 raz)[123]